# Jorge Navarro Pérez
Jorge Navarro Pérez (Valencia, 1967) es un doctor en filosofía y traductor español.
Escribe sobre historia de la filosofía y traduce fundamentalmente del alemán; no confundir con sus homónimos que escriben sobre historia de la medicina e historia local.

## Obra
De su extensa labor destacan:

### Autor
- Filosofía y política en la crisis del historicismo. Friedrich Meinecke y Ernst Troeltsch, 2003
- La filosofía de la historia de Wilhelm von Humboldt; una interpretación, 1996

### Traducción
- La primacía del logos: el problema de la Antigüedad en la confrontación entre la filosofía italiana y la filosofía alemana, 2017
- Sistema del idealismo transcendental. Las edades del mundo, Friedrich Wilhelm Joseph Schelling, 2015
- Imágenes que piensan, Walter Benjamin, 2012
- Calle de dirección única, Walter Benjamin, 2011
- Teología política, Carl Schmitt, 2009
- Traducción de cuatro volúmenes de la obra completa de Carl Gustav Jung, 2002-2010:
  - Mysterium coniunctionis, 2002 (segunda parte)
  - La práctica de la psicoterapia, 2006
  - Sobre el desarrollo de la personalidad, 2010
  - La vida simbólica, 2009 (dos volúmenes: I y II)
- Las edades del mundo; textos de 1811 a 1815, Friedrich Wilhelm Joseph Schelling, 2002
- La ética protestante y el espíritu del capitalismo, Max Weber, 1998, 2013
- Escritos de filosofía de la historia, Wilhelm von Humboldt, 1997
- Teoría estética (en Obra completa, 7), Theodor W. Adorno, 2004